# Никола Дуков
Никола Илиев Дуков е български военен и революционер, деец на Върховния македоно-одрински комитет.

## Биография
Никола Дуков е роден на 10 юли 1850 година в град Неврокоп, тогава в Османската империя, днес в България. Баща му Илия Дуков е участник в църковно-националните борби в Неврокопско и повече от 20 години е председател на българската община в града, а брат му Атанас Дуков е майор от армията. Самият той става капитан от армията. Същевременно е касиер на Софийското македонско дружество, а на Третия македонски конгрес от 1896 година е избран за член на Върховния македоно-одрински комитет. Умира в София.
- Свидетелство за женитба, 14 ноември 1906 година
- Свидетелство за женитба, 14 ноември 1906 година (гръб)